# Курбе (линеен кораб, 1911)
Курбе (на френски: Courbet) е френски линеен кораб. Главен кораб в първата серия френски дредноути – типа „Курбе“. Кръстен е в чест на адмирал Амеде Курбе. Корабът е построен малко преди началото на Първата световна война в рамките на корабостроителната програма за 1910 г. По време на войната действа на средиземноморския театър на бойните действия. На 16 август 1914 г. взема участие в потопяването на австро-унгарския крайцер „Зента“ (SMS Zenta). „Курбе“ се базира в Отранто, блокирайки Австро-Унгарския флот в Адриатика, осъществявайки прикритието на леките сили от Отрантския бараж.
След края на войната се използва като стационарен учебен кораб. Независимо от няколкото модернизации, към началото на Втората световна война линкорът вече е морално остарял. След немското нахлуване във Франция, на 10 май 1940 г., „Курбе“ е спешно превъоръжен. Той поддържа Съюзните войски по време на отбраната на Шербур, през юни 1940 г., по-късно през същия месец извършва преход към Англия. На 3 юли, преди началото на операция „Катапулт“, линкорът е пленен от британските сили в Портсмът и седмица по-късно е предаден на Свободна Франция. До 31 март 1941 г. „Курбе“ се използва като склад и зенитен кораб, след което линкорът е разоръжен. През 1944 г. двигателите и котлите на кораба са демонтирани, за да се подготви за използването му в качеството на вълнолом по време на десантната операция в Нормандия през юни 1944 г.